# مافيس تيت
مافيس كونستانس تيت (اسمها عند الولادة مايبيرد هوغ، 17 أغسطس 1893 - 5 يونيو 1947) سياسية بريطانية محافظة، وناشطة من أجل حقوق المرأة البريطانية.

## حياتها
استمر زواجها الأول من الكابتن جي. إتش. غوت منذ عام 1915 حتى طلاقهما في عام 1925. استمر زواجها الثاني من هنري تيت منذ عام 1925 حتى طلاقهما عام 1944. عانت من انهيار عصبي في عام 1940.
توفيت تيت في لندن عام 1947. انتحرت بالغاز.

## حياة سياسية
بصفتها عضوًا في حزب المحافظين، انتخِبت عضوًا في البرلمان لما كان في ظل الظروف السياسية العادية عمومًا مقعدًا آمنًا لحزب العمال، ويلسدن ويست، في عام 1931. في عام 1935، انتقلت إلى دائرة فروم، التي شغلتها لصالح المحافظين بأغلبية 994. كانت فروم مقعدًا لحزب العمال خلال عشرينيات القرن العشرين قبل انتخابها، وفي عام 1945 هُزمت من قبل مرشح حزب العمال.
زُعم أنها كانت من الأعضاء الأوائل في نادي رايت لأرشيبالد رامزي منذ تأسيسه في مايو 1939، لكن هذا يبدو غير مرجح لأنها كانت واحدة من أولئك الذين احتجوا علنًا على الاضطهاد الألماني لليهود في نوفمبر 1938.

## حملة حقوق المرأة
في عام 1932، بصفتها عضوًا في البرلمان عن ويلسدن ويست، تحدثت ضد بند في قانون التأمين الصحي الوطني والمعاشات التقاعدية القائمة على الاشتراكات والذي من شأنه أن يعاقب جميع النساء المتزوجات باعتبارهن «متمارضات وغشاشات حتى يثبتن بالتأكيد أنهن لسن كذلك»، على الرغم من دفعهن ما يترتب عليهن في الصندوق. في مشروع قانون التوظيف لعام 1933، جادلت بوضوح من أجل مزيدٍ من التدريب للعاطلين عن العمل: «من الأفضل إرسال عدد أقل من الأشخاص للقيام بدورة تدريبية كاملة حقًا، وتحويلهم إلى رجال مدربين قادرين على كسب أجور جيدة، بدلًا من إرسال عدد أكبر إلى هناك وإغراق السوق مرة أخرى بأشخاص غير مدربين تدريبًا كاملًا». عادت هذه القضية إليها مرارًا وتكرارًا في حياتها المهنية البرلمانية. في عام 1934 أثناء مناقشة قانون المساعدة في التوظيف، أثارت قضية جداول الاستحقاقات المختلفة للرجال والنساء: «عندما تتعامل مع المعوزين، لا بد من الإشارة إلى أنه لا يمكن الاحتفاظ برجل معوز وامرأة معدمة مقابل مبلغ مختلف من المال». دافعت عن تحسينات في تدريب القبالة، بالنظر إلى «الأرقام الرهيبة لوفيات الأمهات» في عام 1935. أثارت قضية البحث المالي في الاضطراب والنقص العقلي، لا سيما عند الدعوة إلى التعقيم كحل للعجز العقلي، وملاحظتها أيضًا للحلول في ذلك الوقت: «هل تقصد أن تخبرني أن الغرف المبطنة هي طريقة للعلاج؟»

كانت مدافعة شغوفة عن المساواة في الأجور بين الرجال والنساء:
السؤال هو حقًا سؤال مبدئي. أعتقد أن العمل يجب أن يقوم به الشخص المؤهل سواء كان رجلًا أو امرأة، وأن الأجر يجب أن يتناسب مع قيمة العمل. ولكن من الجيد أيضًا أن ندرك، عندما نفكر في مسألة عمل المرأة، أنه لم يعترض أحد على عملها. لقد عملن دائمًا بجد منقطع النظير. لم يدرن منازلهم فحسب، بل إذا عدنا إلى العصور الوسطى، نجد أنهن نسجن قماشهم، وعملن بجد على الأرض، وربين أطفالهن، وفي الواقع أنتجن أو ساعدن في إنتاج معظم المنتجات الاستهلاكية في البلد. فقط عندما تبدأ النساء في العمل لتحقيق مكاسب تثار مسألة عملها. هذا شيء يجب أن نتذكره أيضًا عندما نتحدث عن نساء يأخذن عمل الرجال. إذا نظرنا إلى الوراء، وجدنا أنه عندما بدأ الرجال في خبز الخبز وبيعه من أجل الربح، وعندما بدأ الرجال في إدارة آلات الغسيل الثقيل، وفي إنتاج المنتجات الاستهلاكية عن طريق الصناعة، اعترِف لأول مرة بأن المرأة ليس لديها الحق في العمل لتحقيق مكاسب. لذلك، لا تدعونا نتحدث فقط عن النساء اللواتي يأخذن عمل الرجال، لأنه من الواضح أنه منذ وقت ليس ببعيد كان الرجال هم من أخذوا عمل النساء.